# Figarella
El Figarella es un pequeño río costero en el noroeste del departamento de Haute-Corse, Córcega, Francia.

## Curso
El Figarella tiene 24.16 km de largo. Atraviesa los municipios de Calenzana, Calvi y Moncale . El río nace como el Ruisseau de Spasimata en el municipio de Calenzana al noreste de la Punta Mazagnu (2.085 m), en el macizo del Monte Cinto y fluye hacia el noroeste. El Figarella propiamente dicho se forma cuando al Spasimata se le une el Rau de Melaghia desde el norte. Gira hacia el norte y fluye entre los pueblos de Suare y Tarazone, luego a lo largo del lado este del aeropuerto de Calvi - Sainte-Catherine. Se le une el río Ronca por la izquierda, justo al norte del aeropuerto, y luego el arroyo Campu Longu por la derecha antes de entrar en el mar justo al oeste de Camp Raffalli.

## Impactos humanos
A finales del siglo XIX, el declive de la agricultura hizo que las tierras de cultivo y los pastos fueran sustituidos por maleza silvestre y bosques, lo que redujo la erosión y la escorrentía. Esto, a su vez, hizo que se arrastraran menos sedimentos hasta la desembocadura del río. En la década de 1970 se inició la extracción de grava en el cauce del río y se extrajeron unos 600.000 metros cúbicos de grava. La gravera atrapa sedimentos y ha provocado la sustitución de los canales trenzados por un canal único. La mayor parte de los antiguos canales están ahora cubiertos de vegetación. Aguas abajo, el resultado ha sido la erosión de la playa, que empezó en el siglo XIX y es probable que continúe durante varias décadas, destruyendo una atracción turística.

## Hidrología
El Figarella se midió en Calenzana entre 1960 y 1976. En este punto capta una cuenca de 33,8 kilómetros cuadrados. El caudal máximo instantáneo fue de 43,5 metros cúbicos por segundo el 24 de septiembre de 1974.